# Islámské umění

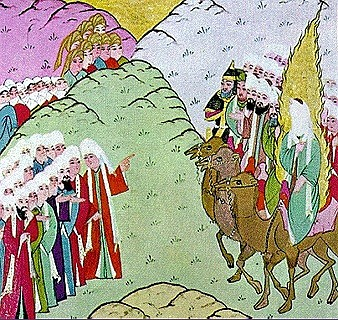
Prorok Muhammad

Islámské umění je soubor uměleckých předmětů a hodnot v islámské kultuře, či šířeji v kultuře islámských zemí. Ve výtvarném umění se zpravidla nezobrazují živé bytosti, ale jsou známa například zobrazení proroka Muhammada.
Specificky islámským druhem umění je například kaligrafie, která se zabývá psaním Koránu, zhotovováním umných ornamentů s jednotlivými koránskými verši, výzdobou Koránu a podobně.
V ší'itském islámu jsou známa dramatická ztvárnění života Proroka nebo některých dalších postav z islámských dějin. Rovněž se vyskytují dramatická ztvárnění života mučedníků, zejména Hasana a Husajna; tato dramata bývají obrazně nazývána islámské pašije.
Mezi ceněné dovednosti patří recitace Koránu, v mnohých zemích již v průběhu školní docházky se Korán učí žáci zpaměti.